# Салангана борнейська
Саланга́на борнейська (Collocalia dodgei) — вид серпокрильцеподібних птахів родини серпокрильцевих (Apodidae). Ендемік Малайзії. Раніше вважався конспецифічним з білочеревою саланганою або із зеленкуватою салаганою, однак був визнаний окремим видом.

## Опис
Довжина птаха становить 10 см. Верхня частина тіла темно-сіра або чорна, з легким зеленуватим відблиском. Живіт білий. Білі плями на хвості відсутні.

## Поширення і екологія
Боргнейські салангани мешкають в горах на півночі Калімантану, зокрема на схилах гори Кінабалу і в горах Малінґан в регіоні Сабах. Вони живуть переважно у вологих тропічних лісах, серед скель. Гніздяться в печерах. Живляться комахами, яких ловлять в польоті.